# Bartolomeo Cristofori
Bartolomeo Cristofori di Francesco (4. května 1655 Padova – 27. ledna 1731 Florencie) byl italský výrobce hudebních nástrojů, obvykle považovaný za vynálezce klavíru.
O jeho mládí není mnoho známo. V roce 1688 vstoupil do služeb Ferdinanda de’Medici, dědice toskánského trůnu a známého mecenáše umění. Tam zřejmě začal vyvíjet klávesovou mechaniku, která by umožnila dynamické odstupňování síly tónu. Dosavadní klávesové nástroje totiž neumožňovaly ovládat hlasitost silou úhozu. K roku 1700 se tak na seznamu hudebních nástrojů knížete objevuje arpicembalo che fà il piano e il forte (cembalo, které může hrát tiše i hlasitě); nástroj bývá obvykle datován rokem 1698 a měl rozsah 4 oktávy. Cristofori zůstal ve službách medicejského dvora ve Florencii až do smrti a svůj vynález dále zdokonaloval.